# Ormgift

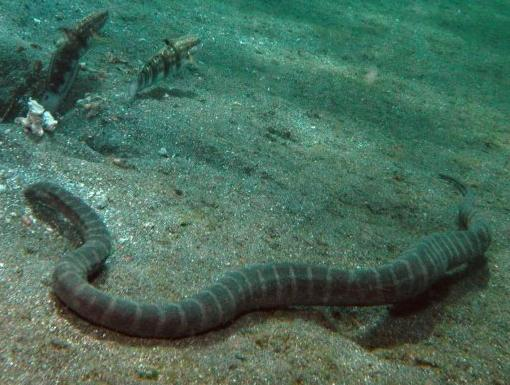
Havsormar har världens giftigaste ormbett.

Ormgift eller ormetter är modifierat saliv som tillverkas av speciella körtlar hos vissa ormarter, så kallade giftormar. Körteln som producerar detta zootoxin (ifrån naturen stammande gift) motsvarar parotiskörteln (spottkörteln) hos ryggradsdjur. Dessa körtlar är hos ormar vanligtvis belägen på var sida om huvudet under och bakom ögonen, infälda i var sin muskelskida. Körtlarna innehåller alveoli (småblåsor) i vilka ormgift bildas och lagras innan det blir överfört via gångar till en kanylerad eller tubulär (flaskformad) hålighet i en huggtand (eller gadd) genom vilket det utsprutas. Ormgift är en kombination av många olika proteiner och enzymer. Många av dessa proteiner är harmlösa för människor medan andra är livsfarliga toxiner. Tekniskt sett är ormgifter inte egentliga gifter (eng. poison) utan venom, dvs. de är ofarliga att äta,  medan de är potentiellt dödsbringande om de kommer in i blodomloppet antingen injicerat via bett eller via ögonens slemhinnor (som i fallet med olika spottkobror).
På årsbasis dör uppskattningsvis 100 000 människor av ormbett i hela världen. Epidemiologiska data i många av de tropiska länder där ormbett anses vara vanligare förekommande saknas ofta. Speciellt jägar- och samlar-samhällen har stor risk för ormbett. Till exempel anges ormbett vara ansvariga för 2 % av alla dödsfall bland vuxna i Yanomamostammens distrikt i Venezuela, 5 % hos Waorani i Ecuador och hela 24 % bland Kaxinawa(8) i Acre´ i Brasilien. I Indien anges 15-20 000 människor dö årligen av ormbett.
I Sverige är det rapporterat 44 dödsfall mellan 1911 och 1978 orsakade av Vipera berus (huggorm), som är den enda vilda ormen som är giftig i Sverige, medan Storbritannien har en årlig incidens på cirka 200 bett per år men dock bara haft 14 dödsfall under hundra år; det senaste 1976.
Alla medicinskt viktiga ormgifter kommer ifrån injektion från ormars ett eller flera par huggtänder ("gaddar") i överkäken. Dessa förstorade tänder har fåror eller kanaler genom vilka giftet injiceras i bytet eller människan.

## Ormgifters farmakologi
Det är påfallande att storleken på ormens huggtänder inte står i förhållande till farligheten hos giftet. Exempelvis har den jämförelsevis oskyldiga sydamerikanska Lachesis enorma huggtänder, medan de minsta huggtänderna finns bland de mest potent ormgiftsproducerande havsormarna i familjen Hydrophids. Ormgifter innehåller blandningar av toxiner och olika enzymer med egenskaper som till exempel att öka bytesdjurets upptag av toxinerna. Ormar har det mest komplexa gifterna i djurriket, och kan innehålla upp till 20 beståndsdelar. Mer än 90 % av torrvikten utgörs av proteiner. Dessa utgör ofta olika enzymer, icke-enzymatiska polypeptid, toxiner och icke-toxiska proteiner som till exempel Nerve Growth Factor (NGF). Viperida gifter innehåller upp till 80-90 % olika enzymer, medan elapiders gifter enbart innehåller 25-70 % enzymer.
- Hemotoxiska (= hemorrhagiska ) gifter har effekter på hjärta och blodkärl (det kardiovaskulära systemet).
- Neurotoxiska gifter har effekter på nervsystemet och hjärnan (CNS).
- Cytotoxiska gifter har lokalt celldödande effekter på platsen för bettet.

Det finns generellt sett tre olika typer av gift som verkar på kroppen via olika mekanismer. Vissa gifter, exempelvis fosfolipas A2,  har effekter på mer än ett verkningssätt. Det skall nämnas att det sker forskning på dessa substrat, och att specialintresserade gör klokt i att uppsöka medicinsk litteratur inom toxinologi och specialartiklar exempelvis via PubMed.
Gemensamt för de flesta ormarters toxiner är att de innehåller
- L-aminosyraoxidas: triggar vissa andra enzymer och är ansvariga för den gula färgen hos vissa ormgifter
- fosfomonoesteraser och fosfodiesteraser: ämnen som interagerar med bytesdjurets kardiovaskulära system, vilket huvudsakligen leder till en minskning av offrets blodtryck (hypotension) och arytmier
- 5-nukleotidaser ingår i aktivering genom fosforylering av nukleotider (kvävebaspar) i 5´-positionen, där också adenosintrifosfat (ATP) och oxiderat nikotinamid-adenin-dinukleotid (NAD+) ingår som energileverantörer på cellnivå
- DNaser är endonukleaser som ospecifikt delar DNA för att frigöra di- tri- och oligonukleotidprodukter med 5´-fosforylerade ändar. DNaser verkar på enkel- och dubbelsträngat DNA, kromatin och RNA:DNA-hybrider. Har antagligen effekten att störa offrets försvars- och reparationsmekanismer.
- NAD-nukleosidaser stör offrets energiutveckling i NAD+-kedjan.
- ATPaser vilka används för att bryta ned ATP vilket stör bytesdjurets energiutveckling
- fosfolipas A2: det mest studerade ormgiftet, vilket under experimentella förhållanden förstör mitokondrier, röda och vita blodkroppar samt blodplättar (trombocyter), De förstör vidare perifera nervändor, skelettmuskulatur, kärlendotel och har vidare effekt presynaptiskt med neurotoxisk aktivitet och opioidliknande sedativa effekter. Dessutom frigörs histamin från mastceller (vilket ökar permeabiliteten eller genomsläppligheten för ämnen lokalt vilket leder till svullnad och smärta).
- proteolytiskt enzym (vävnadsnedbrytande enzym): a) peptidaser bryter ned peptider eller kedjor med proteiner b) Hyaluronidaser, enzymer som angriper och nedbrytande offrets bindväv, vilket ökar vävnadernas genomsläpplighet för absorptionen av andra enzymer vilket sprider gifterna ytterligare i offrets kropp.

## Dödlighet
Inte ens när ormens huggtänder har penetrerat huden är det en säkerställd injektion av gift; ungefär 20 % av de som bitits av indisk huggorm, Daboia ruselii eller Bothrops, visar överhuvudtaget inga tecken på förgiftning, vilket också är fallet med 80 % av de som bitits av havsormar eller Pseudonaja textilis. Obehandlade fall är svåra att uppskatta, eftersom bara de värsta fallen hamnar på sjukhus, och data för obehandlade ormbett förligger bara ifrån tiden innan motgift fanns eller när tillgången till mediciner är knapp. Obehandlat leder bett av Crotalus durissus till 74 % dödlighet, vilket reducerats till 12 % med antivenom. Prognosen förefaller sämre hos barn och äldre, men det är inte övertygande data med beaktande att barn får i sig mer gift per kilo kroppsvikt. Intervall mellan bett och död varierar, där bett ifrån kungskobra (Ophiophagus hannah) kan leda till döden inom ett par minuter eller så långt som 41 dagar efter bett av (Echis carinatus). De flesta dödsfall orsakade av elapider sker timmar efter bettet, havsormar 21-24 timmar och viper efter dagar.